# Izaak Erter
Izaak Erter (ur. 1791 w Koniuszkach, zm. kwiecień 1851 w Brodach) – poeta, satyryk, lekarz, czołowy przedstawiciel galicyjskiej haskali.
Jego prozę hebrajską porównywano do prozy pisarzy Heinricha Heinego i Ludwiga Börne.

## Życiorys
Erter urodził się w Koniuszkach w rodzinie chasydzkiej. Jego ojciec był karczmarzem. W wieku 13 lat ożenił się z córką rabina, niestety rok po ślubie młoda zona zmarła. W 1806 roku ponownie się ożenił, wybranką została Sara Hayah. Zamieszkał wówczas z żoną i teściami w Wielkich Oczach. Tam został wprowadzony w filozofię żydowską i literaturę hebrajską przez maskila Józefa Tarlera. Od 1813 roku studiował we Lwowie Biblię i literaturę talmudyczną. W 1816 roku wraz z grupą młodych maskilian Salomonem Lobą Rapoportem, Nachmanem Krochmalem, Judą Lobą Miesesem i innych.został ekskomunikowany przez rabina Jakuba Ornsteina. Powodem było prawdopodobnie opublikowanie pierwszego satyrycznego eseju przeciwko chasydyzmowi. Ekskomunika pozbawiła go jedynego źródła utrzymania, nie mógł po niej nadal prowadzić korepetycji. Ostatecznie związał się ze zwolennikami haskali i przeniósł się do Brodów, gdzie objął stanowisko dyrektora w otwartej w 1823 roku szkole żydowskiej. W Brodach spotkał Hirscha Mendla Pinelesa, Jakuba Samuela Byka i Izaaka Baera Levinsohna. Gdy w 1823 roku zainaugurowano tam nową szkołę żydowską, powierzono mu jej kierowanie. Już wówczas pisał satyry, które publikował w żydowskich periodykach. W roku następnym rozpoczął studia uniwersyteckie w Peszcie, uzyskując w 1829 roku dyplom lekarza, z którym powrócił do Galicji i przez dwa lata pracował w Rawie Ruskiej, gdzie rozpoczął praktykę lekarską. W 1831 roku wybuchła epidemia cholery Erter został mianowany tymczasowym lekarzem rządowym i podróżował po całej Galicji, aby nadzorować opiekę medyczną. We Lwowie był świadkiem śmierci swojego przyjaciela Miesesa, a gdy epidemia ustąpiła w tym samym roku, Erter wrócił do Brodów.
Erter działał także społecznie wśród środowisk haskali, wykazując szczególne zainteresowanie planami reformy współczesnego społeczeństwa żydowskiego. Był założycielem Towarzystwa Edukacji Rolników Żydowskich w Galicji.
Był zwolennikiem popierania pracy na roli wśród Żydów. Współtworzył czasopismo „He-Chaluc” (Pionier). W 1840 roku wydał satyrę Taszlich, a w 1845 roku - Gilgul nefesz (hebr. Wędrówka duszy), w których piętnował żydowski fanatyzm religijny we wszystkich jego formach, ale także występował przeciwko emancypacji Żydów. Jego dzieła zebrane pt. Ha-Cofe le-wejt Israel (hebr. Obserwator Izraela) wyszły w 1858 roku.
Erter poświęcał swój wolny czas na pisanie esejów i satyr na tematy żydowskie, które ukazywały się od 1823 roku aż do jego śmierci. Zazwyczaj wysyłał je do swoich literackich przyjaciół, aby je przeczytali i skrytykowali, zanim dopuścił do druku w hebrajskich czasopismach. Jego zebrane dzieła zostały wydane pośmiertnie pod tytułem Ha-tzofeh le-veit Israel („Strażnik domu Izraela”; Wiedeń, 1858), z biografią autora i wstępem Maxa Letterisa. Książka zawiera opowiadania: Mozne miszkal („Waga”, 1823), Ha-tzofeh be-szubo mi-Karlsbad („Strażnik powracający z Karlsbadu”), Gilgul ha-nefesz („Transmigracja duszy, 1845). , Tashlikh (1840), Telunat Sani ve-Sansani ve-Samangaluf („Skargi Sani i Sansani i Samangaluf”, 1837), oraz Ḥasidut ve-ḥokmah („Pobożność i mądrość”, 1834).
Jego najpopularniejszą satyrą jest Gilgul ha-nefesz, humorystyczna opowieść o wielu przygodach duszy podczas długiej ziemskiej kariery; jak często przechodził z jednego ciała do drugiego i jak kiedyś opuszczała ciało osła dla ciała lekarza. 